# Parafia Wniebowzięcia Najświętszej Maryi Panny w Topoli
Parafia Wniebowzięcia Najświętszej Maryi Panny w Topoli — parafia rzymskokatolicka, znajdująca się w diecezji kieleckiej, w dekanacie skalbmierskim.
Parafia założona została 28 grudnia 1981 roku, po wydzieleniu z parafii w Skalbmierzu. Zasięgiem parafialnym obejmuje tylko wiernych z miejscowości Topola. Pierwszym proboszczem był Jan Anioł.